# Malgaxes
Os malgaxes compreendem o grupo étnico de metade da população da ilha de Madagascar, na costa leste da África. São divididos em dois grupos, os Merina Sihanaka das terras altas, e os Betsileo dos platôs. São aproximadamente 20 milhões de pessoas, perto de 18 milhões na própria Madagascar.
O elemento genético sobre a dupla origem do malgaxe pode ser rastreado até meados do século 20 com resultados sobre a distribuição do grupo sanguíneo. Um amplo levantamento da diversidade genética em toda a ilha foi realizado de 2008 a 2018. Este projeto foi chamado de "MAGE" (para Madagascar, Antropologia Genética Etno-linguística). Cerca de 3 000 habitantes de Madagascar participaram deste estudo e forneceram sua saliva para um estudo genético. 300 aldeias em Madagascar foram amostradas em termos de diversidade genética, linguística e cultural. Esta pesquisa foi liderada e realizada por pesquisadores e acadêmicos malgaxes e europeus. Este estudo demonstrou que todos os malgaxes têm ascendência africana e asiática mista (Miscigenada).